# Deroceras lombricoides
Deroceras lombricoides is een slakkensoort uit de familie van de Agriolimacidae. De wetenschappelijke naam van de soort is voor het eerst geldig gepubliceerd in 1845 door Morelet.